# Макраухенія
Макраухенія (Macrauchenia, тобто «довга лама», засновуючись на застарілій назві лами Auchenia) — рід викопних південноамериканських трипалих копитних ссавців, типовий рід ряду Litopterna. Найстаріші рештки тварини датуються приблизно 7 млн. років тому, а типовий вид роду M. patagonica зник протягом пізнього Плейстоцену, близько 20 тис. років тому. M. patagonica є найвідомішим представником родини Macraucheniidae, його залишки знайдені в різних частинах Південної Америки, але переважно у формації Лухан в Аргентині.
Перший екземпляр був знайдений Чарлзом Дарвіном під час його подорожі на «Біглі». Макраухенія нагадувала безгорбого верблюда з коротким тулубом, хоча ці тварини й не були пов'язаними.